# Tišler
Tišler je priimek več znanih Slovencev:
- Andrej Tišler (1898—1973), čevljar, učitelj, zbiralec, kronist
- Barbara Tišler (*1973), sopranistka
- Blaž Tišler (1978—2014), novinar, glasbeni urednik, fotograf
- Jožef Tišler (*1940), gospodarstvenik
- Miha Tišler (1926—2021), kemik, univerzitetni profesor, akademik
- Peter Tišler (1928—2008), veterinar
- Tatjana Tišler, kemijska tehologinja
- Tomaž Tišler, (*1977-), alpinist, psiholog
- Vesna Tišler (*1947), kemičarka
- Vida Tišler (r. Kuhelj) (1931—2014), kemičarka